# Unión Palestina Democrática
La Unión Democrática Palestina (en árabe: الاتحاد الديمقراطي الفلسطيني‎, romanizado: Al-Ittihad al-Dimuqrati al-Filastini), conocida generalmente como FIDA (en árabe: فدا‎) es un pequeño partido político palestino activo en la Organización para la Liberación de Palestina (OLP) y la Autoridad Nacional Palestina (ANP).

## Historia
El FIDA surgió como una escisión del Frente Democrático por la Liberación de Palestina (FDLP) debido a las disputas a principios de los años 1990 sobre las políticas hacia Jordania, el proceso de paz de Oslo y la Primera Intifada. En septiembre de 1991, el partido aprobó su programa político. En abril de 1993, adoptó el nombre de Unión Democrática Palestina – FIDA.

## Organización
El ala juvenil de FIDA se conoce como Unión de Jóvenes por la Independencia (en árabe: اتحاد شباب الاستقلال‎, romanizado: Athad Shebab Alasetqelal); también hay grupos de trabajadores y de mujeres. FIDA no tiene un brazo armado, a diferencia del FDLP y otras organizaciones palestinas.[cita requerida]

## Creencias e ideología
El lema de FIDA es "libertad, independencia, retorno, democracia y socialismo". Se presenta como un partido progresista, secularista y socialista democrático, y adopta el vocabulario marxista del "socialismo científico".
La FIDA adoptó una postura más moderada que el principal partido FDLP (dirigido por Nayef Hawatmeh y con sede en Damasco, Siria) respecto del conflicto palestino-israelí, y ha tratado de establecerse como una alternativa democrática de izquierda en la política palestina. Aboga por una solución de dos Estados basada en las fronteras de la Línea Verde de 1967 y con Jerusalén Oriental como capital de un Estado palestino independiente. Un destacado líder de FIDA, Mamduh Nofal, firmó en 2002 un llamamiento para detener los ataques suicidas.
El partido ha celebrado dos Conferencias Nacionales, la primera en Jericó en 1995 y la segunda en 2000.

## Liderazgo de FIDA
FIDA fue fundada por Yasser Abd Rabbo, un moderado pro-paz, que luego representó a la organización en el Comité Ejecutivo de la Organización para la Liberación de Palestina (OLP), donde trabajó como asesor de Yassir Arafat.
En 2002, dimitió del partido tras disputas internas. La activista por los derechos de la mujer Zahira Kamal había sido elegida en una elección interna para sustituirle como ministra en el gobierno de la Autoridad Nacional Palestina (ANP), pero Abd Rabbo se negó a dimitir y, en su lugar, abandonó el partido. Entonces pudo permanecer en el gabinete como independiente, con el apoyo de Arafat, pero fue sustituido en el FIDA por Saleh Ra'fat, el actual Secretario General. Zahira Kamal sigue en el FIDA, pero fuera del gobierno. Otros dirigentes importantes del FIDA son Azmi ash-Shu'aybi y Mamduh Nofal.

## Participación electoral
La FIDA cuenta con 21 miembros en el Consejo Nacional Palestino (CNP) de la OLP. Fueron elegidos como delegados del FDLP o designados para servir como delegados de varias secciones de la OLP en el último CNP en 1988. Desde entonces no se han celebrado nuevas elecciones.
La FIDA participó en las elecciones de 1996 al Consejo Legislativo Palestino (CLP), y con el apoyo de Fatah logró obtener un escaño, en poder de Azmi ash-Shu'aybi. Ash-Shu'aybi ha estado haciendo campaña por un mayor control parlamentario de la autoridad ejecutiva y una mayor transparencia en la Autoridad Nacional Palestina (ANP).
En las elecciones legislativas palestinas de enero de 2006, la FIDA formó parte de la lista conjunta de Al-Badeel (Alternativa), junto con el FDLP y el Partido del Pueblo Palestino (PPP). La lista obtuvo el 2,8% del voto popular y ganó dos de los 132 escaños del PLC.